# Argis californiensis
Argis californiensis är en kräftdjursart som först beskrevs av M. J. Rathbun 1902.  Argis californiensis ingår i släktet Argis och familjen Crangonidae. Inga underarter finns listade i Catalogue of Life.